# Théorème de Chevalley-Shephard-Todd
En mathématiques, et plus précisément dans la théorie des invariants des groupes finis, le théorème de Chevalley-Shephard-Todd exprime que l'anneau des invariants d'un groupe fini agissant sur un espace vectoriel complexe est un anneau de polynômes si et seulement si le groupe est engendré par des pseudo-réflexions. Dans le cas des sous-groupes du groupe linéaire général complexe, le théorème a été prouvé pour la première fois par (G. C. Shephard et J. A. Todd 1954), qui ont donné une classification et une démonstration au cas par cas. Peu après, (Chevalley 1955) en a donné une démonstration uniforme. Le théorème a été étendu aux groupes linéaires finis sur un corps arbitraire dans le cas non modulaire par Jean-Pierre Serre.

## Énoncé du théorème
Soit V un espace vectoriel de dimension finie sur un corps K et soit G un sous-groupe fini du groupe linéaire général GL(V). Un élément s de GL(V) est appelé pseudo-réflexion s'il fixe un sous-espace de codimension 1 de V mais n'est pas l'identité I, ou, de manière équivalente, si le noyau Ker(s – I) est de codimension un dans V. Supposons que l’ordre de G soit premier avec la caractéristique de K (cas dit non modulaire). Alors les propriétés suivantes sont équivalentes :
- (A) Le groupe G est engendré par des pseudo-réflexions.
- (B) L'algèbre des invariants K[V]G est une algèbre de polynômes (libre).
- (B') L'algèbre des invariants K[V]G est un anneau régulier.
- (C) L'algèbre K[V] est un module libre sur K[V]G.
- (C') L'algèbre K[V] est un module projectif sur K[V]G.

Dans le cas où le corps K est le corps C des nombres complexes, la première condition est généralement énoncée comme « G est un groupe de réflexions complexe ». Shephard et Todd ont établi une classification complète de ces groupes.

## Exemples
- Soit V de dimension un. Alors tout groupe fini qui agit fidèlement sur V est un sous-groupe du groupe multiplicatif du corps K, et donc un groupe cyclique. Il s'ensuit que G est constitué de racines d'unité d'ordre divisant n, où n est son ordre, donc G est engendré par des pseudo-réflexions. Dans ce cas, K[V] = K[x] est l'anneau des polynômes à une variable et l'algèbre des invariants de G est la sous-algèbre engendrée par xn, qui est donc une algèbre polynômes.
- Soit V = Kn l'espace vectoriel standard de dimension n et G le groupe symétrique Sn agissant par permutations des éléments de la base standard. Le groupe symétrique est engendré par les transpositions (ij), qui agissent comme des réflexions sur V. D'autre part, d'après le théorème principal des fonctions symétriques, l'algèbre des invariants est l'algèbre de polynômes engendrée par les fonctions symétriques élémentaires e1,..., en.
- Soit V = K2 et G le groupe cyclique d'ordre 2 agissant par ±I. Dans ce cas, G n'est pas engendré par des pseudo-réflexions, puisque l'élément non trivial s de G n'a pas de points fixes, de sorte que dim Ker(s − I) = 0. D'autre part, l'algèbre des invariants est la sous-algèbre de K[V] = K[x, y] engendrée par les éléments homogènes de degré deux u = x2, v = xy et w = y2. Cette sous-algèbre n'est pas une algèbre polynômes à cause de la relation uw = v2.

## Généralisations
(Broer 2007) a étendu le théorème de Chevalley-Shephard-Todd aux corps de caractéristique finie.
Il y a eu de nombreux travaux sur la question de savoir quand un groupe algébrique réductif agissant sur un espace vectoriel possède un anneau d'invariants polynomial. Dans le cas où le groupe algébrique est simple, tous les cas où l'anneau des invariant est un anneau de polynômes ont été classés par (Schwarz 1978).
En général, l'anneau des invariants d'un groupe fini qui agit linéairement sur un espace vectoriel complexe est de Cohen-Macaulay, c'est donc un module libre de rang fini sur un sous-anneau qui est un anneau de polynômes.